# 1928년 동계 올림픽 룩셈부르크 선수단
1928년 동계 올림픽 룩셈부르크 선수단은 스위스 장크트모리츠에서 개최된 1928년 동계 올림픽에 참가한 올림픽 룩셈부르크 선수단이다.

### 봅슬레이
| 선수                                                                        | 세부 종목  | 1차 시기 | 1차 시기 | 2차 시기 | 2차 시기 | 합계   | 합계 |
| 선수                                                                        | 세부 종목  | 기록     | 순위     | 기록     | 순위     | 기록   | 순위 |
| 마르크 쉐터 라울 웨크베커 윌리 헬덴스터인 피에르 카엠프 아우구스트 힐베르트 | 남자 5인승 | 1:45.8   | 20       | 1:46.9   | 19       | 3:32.7 | 20   |

## 참조
- Comité Olympique Suisse (1928). “Résultats des Concours des IImes Jeux Olympiques d'hiver” (PDF) (프랑스어). Lausanne: Imprimerie du Léman. 2011년 2월 16일에 원본 문서 (PDF)에서 보존된 문서. 2008년 6월 10일에 확인함.
- sports-reference